# Казанбасы
Казанбасы (каз. Қазанбасы) — село в Аулиекольском районе Костанайской области Казахстана. Входит в состав Казанбасского сельского округа. Находится примерно в 36 км к западу от районного центра, села Аулиеколь. Код КАТО — 393637400.
Станция Казанбасы располагается в 90 км от Костаная, по железной дороге в 155 км. Располагается на железнодорожной линии Астана — Карталы. На станции Казанбасы находится сельскохозяйственное предприятие ТОО «Агросток». Также действует Казанбаская средняя школа № 1 и сельский клуб.

## Население
В 1999 году население села составляло 806 человек (392 мужчины и 414 женщин). По данным переписи 2009 года, в селе проживало 796 человек (377 мужчин и 419 женщин).

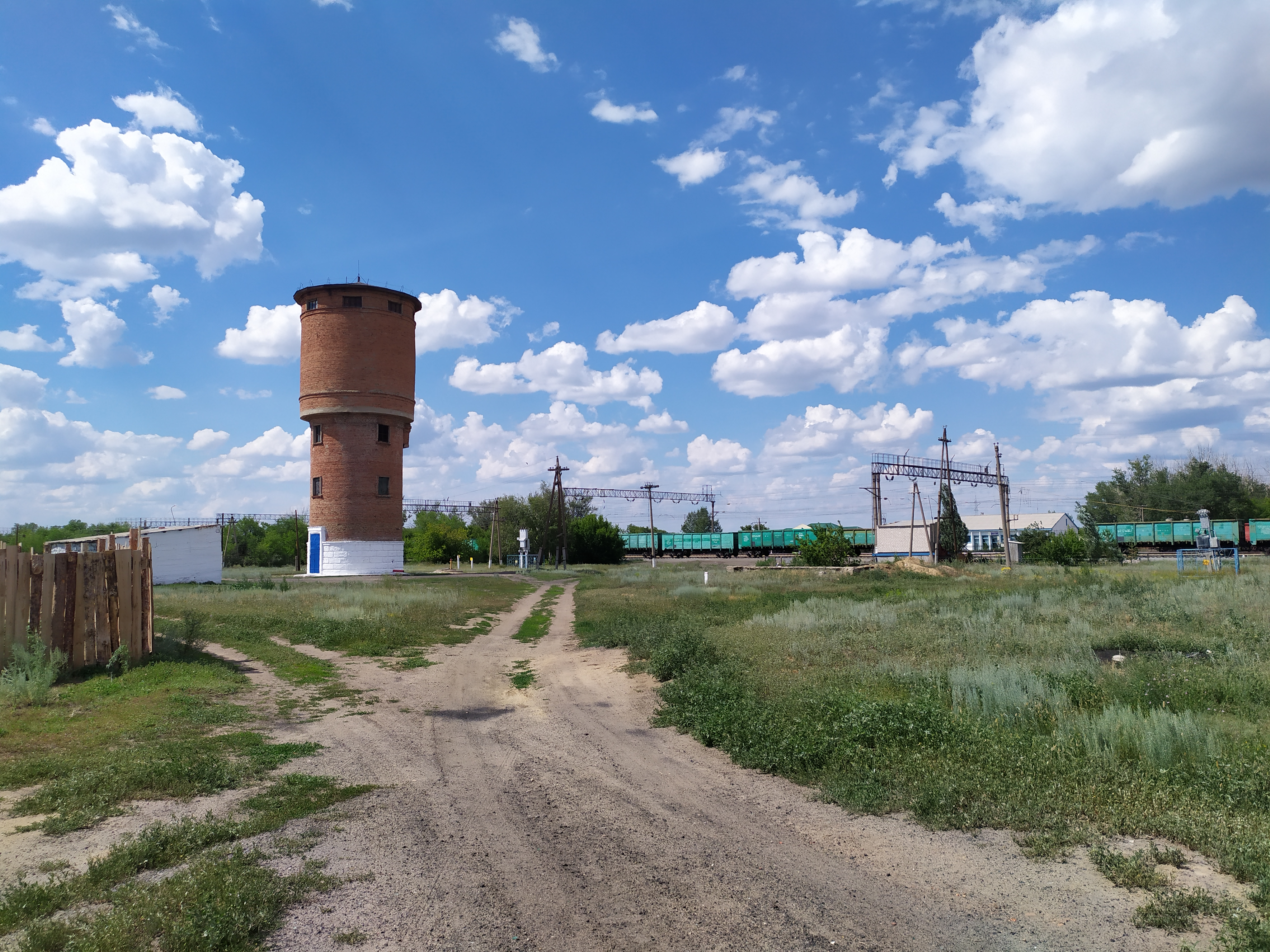